# Isaac Cantón
Isaac Cantón Serrano, nascido a 13 de junho de 1996 em Argamasilla de Alba, é um ciclista espanhol membro da equipa Kometa Cycling Team. Destacou como amador ganhando o Campeonato da Espanha em estrada em categoria sub-23 em 2017.

## Palmarés
- Ainda não tem conseguido nenhuma vitória como profissional